# Breitenau
Breitenau es una comuna francesa situada en la circunscripción administrativa de Bajo Rin y, desde el 1 de enero de 2021, en el territorio de la Colectividad Europea de Alsacia, en la región de Gran Este.